# Velká Bystřice (stacja kolejowa)
Velká Bystřice – stacja kolejowa w Velkej Bystřicy, w kraju ołomunieckim, w Czechach przy ulicy Nádražní I 201. Znajduje się na wysokości 240 m n.p.m. i leży na linii kolejowej nr 310.